# Championnat du Chili de football 1988
Navigation
Saison précédente Saison suivante
La saison 1988 du Championnat du Chili de football est la cinquante-sixième édition du championnat de première division au Chili. Les seize meilleurs clubs du pays sont regroupés au sein d'une poule unique où ils s'affrontent deux fois au cours de la saison, à domicile et à l'extérieur. À la fin du championnat, les deux derniers du classement sont relégués et remplacés par les deux meilleurs clubs de Segunda División, la deuxième division chilienne tandis que le 14e doit passer par le barrage de promotion-relégation.
C'est le Club de Deportes Cobreloa qui remporte le championnat cette saison après avoir terminé en tête du classement final, avec trois points d'avance sur le Club de Deportes Cobresal et six sur le Club de Deportes Iquique. C'est le quatrième titre de champion du Chili de l'histoire du club.
En bas du classement, ce sont deux des plus grands clubs du football chilien qui sont directement relégués, le CF Universidad de Chile, sept fois champion et présent en Primera División sans discontinuer depuis 1938 et le Club Deportivo Palestino, double champion du Chili.

## Les clubs participants
| - Colo Colo - CD Universidad Católica - CF Universidad de Chile - Unión Española - Club de Deportes Iquique - Deportes Naval de Talcahuano - Club de Deportes Cobreloa - CD Arturo Fernandez Vial | - CD Everton de Viña del Mar - Club de Deportes Cobresal - Club Deportivo O'Higgins - Promu de Segunda División - Deportes La Serena - Promu de Segunda División - Club Deportivo Palestino - Deportes Valdivia - Promu de Segunda División - Club Deportes Concepción - Club Deportivo Huachipato |

## Compétition
Le barème utilisé pour établir le classement est le suivant :
- Victoire : 2 points
- Match nul : 1 point
- Défaite : 0 point

### Classement
| Rang | Équipe                       | Pts | J  | G  | N  | P  | Bp | Bc | Diff |
| ---- | ---------------------------- | --- | -- | -- | -- | -- | -- | -- | ---- |
| 1    | Club de Deportes Cobreloa    | 40  | 30 | 17 | 6  | 7  | 47 | 27 | +20  |
| 2    | Club de Deportes Cobresal    | 37  | 30 | 14 | 9  | 7  | 51 | 30 | +21  |
| 3    | Club de Deportes Iquique     | 34  | 30 | 13 | 8  | 9  | 46 | 35 | +11  |
| 4    | CD Universidad CatólicaT     | 33  | 30 | 14 | 5  | 11 | 41 | 35 | +6   |
| 5    | Deportes La SerenaP          | 32  | 30 | 10 | 12 | 8  | 37 | 41 | -4   |
| 6    | Colo ColoC                   | 31  | 30 | 11 | 9  | 10 | 31 | 30 | +1   |
| 7    | CD Arturo Fernandez Vial     | 30  | 30 | 10 | 10 | 10 | 38 | 42 | -4   |
| 8    | Club Deportivo Huachipato    | 29  | 30 | 8  | 13 | 9  | 37 | 32 | +5   |
| 9    | Club Deportes Concepción     | 29  | 30 | 11 | 7  | 12 | 30 | 32 | -2   |
| 10   | Deportes ValdiviaP           | 28  | 30 | 10 | 8  | 12 | 40 | 46 | -6   |
| 11   | CD Everton de Viña del Mar   | 28  | 30 | 10 | 8  | 12 | 32 | 39 | -7   |
| 12   | Deportes Naval de Talcahuano | 27  | 30 | 9  | 9  | 12 | 39 | 45 | -6   |
| 13   | Club Deportivo O'HigginsP    | 26  | 30 | 10 | 6  | 14 | 36 | 43 | -7   |
| 14   | Unión Española               | 26  | 30 | 9  | 8  | 13 | 34 | 41 | -7   |
| 15   | CF Universidad de Chile      | 26  | 30 | 7  | 12 | 11 | 26 | 34 | -8   |
| 16   | Club Deportivo Palestino     | 24  | 30 | 8  | 8  | 14 | 36 | 49 | -13  |

|  | Qualification pour la Copa Libertadores 1989                                     |
|  | Qualification pour la Liguilla pré-Libertadores                                  |
|  | Participation au barrage de promotion-relégation                                 |
|  | Relégation directe en Segunda Division                                           |
|  | T : Tenant du titre C : Vainqueur de la Copa Chile P : Promu de Segunda Division |

### Liguilla pré-Libertadores
Ce sont les meilleurs clubs sur chacune des trois périodes de dix journées qui se qualifient pour la Liguilla pré-Libertaodres. Si un club est déjà qualifié, c'est le dauphin sur cette période qui prend sa place. La quatrième place est réservée au vainqueur du Torneo Apertura d'avant-saison. Le changement cette saison est au niveau du format de la Liguilla, qui se joue en match à élimination directe par aller-retour pour les demi-finales et sur un seul match pour la finale. Les demi-finales ne tiennent pas compte de l'écart, seule la victoire est comptabilisée. En cas d'égalité, c'est la meilleure équipe au classement de la phase régulière qui se qualifie pour la finale.
Demi-finales :
| Équipe 1                 | Résultat | Équipe 2                | Aller | Retour |
| ------------------------ | -------- | ----------------------- | ----- | ------ |
| Deportes La Serena       | 2 - 2    | Colo Colo               | 1 - 2 | 1 - 0  |
| Club de Deportes Iquique | 2 - 2    | CD Universidad Católica | 1 - 0 | 1 - 3  |

Finale :
| 25 janvier 1989 | Colo Colo                  | 2 - 1 | Club de Deportes Iquique | Estadio Nacional, Santiago du Chili            |                                                |
|                 | Pizarro 16e · Jauregui 35e |       | Pizarro 51e (csc)        | Spectateurs : 20 287 Arbitrage : Enrique Marin | Spectateurs : 20 287 Arbitrage : Enrique Marin |

### Barrage de promotion-relégation
Le 14e du classement, le Club Deportivo O'Higgins affronte en barrage les deuxièmes des deux poules géographiques de Segunda División. C'est O'Higgins qui s'impose en tête de la poule et qui se maintient en Primera Division la saison prochaine.

## Bilan de la saison
| Championnat du Chili de football 1988 |                                                  |
| Champion                              | Club de Deportes Cobreloa (4e titre)             |
| Coupes et trophées                    |                                                  |
| Vainqueur de la Coupe du Chili 1988   | Colo Colo                                        |
| Qualifications continentales          |                                                  |
| Copa Libertadores 1989                | Club de Deportes Cobreloa                        |
| Copa Libertadores 1989                | Colo Colo                                        |
| Promotions et relégations             |                                                  |
| Promus en Primera División            | Union San Felipe CSD Rangers                     |
| Relégués en Segunda División          | CF Universidad de Chile Club Deportivo Palestino |